# Christfried Ganander

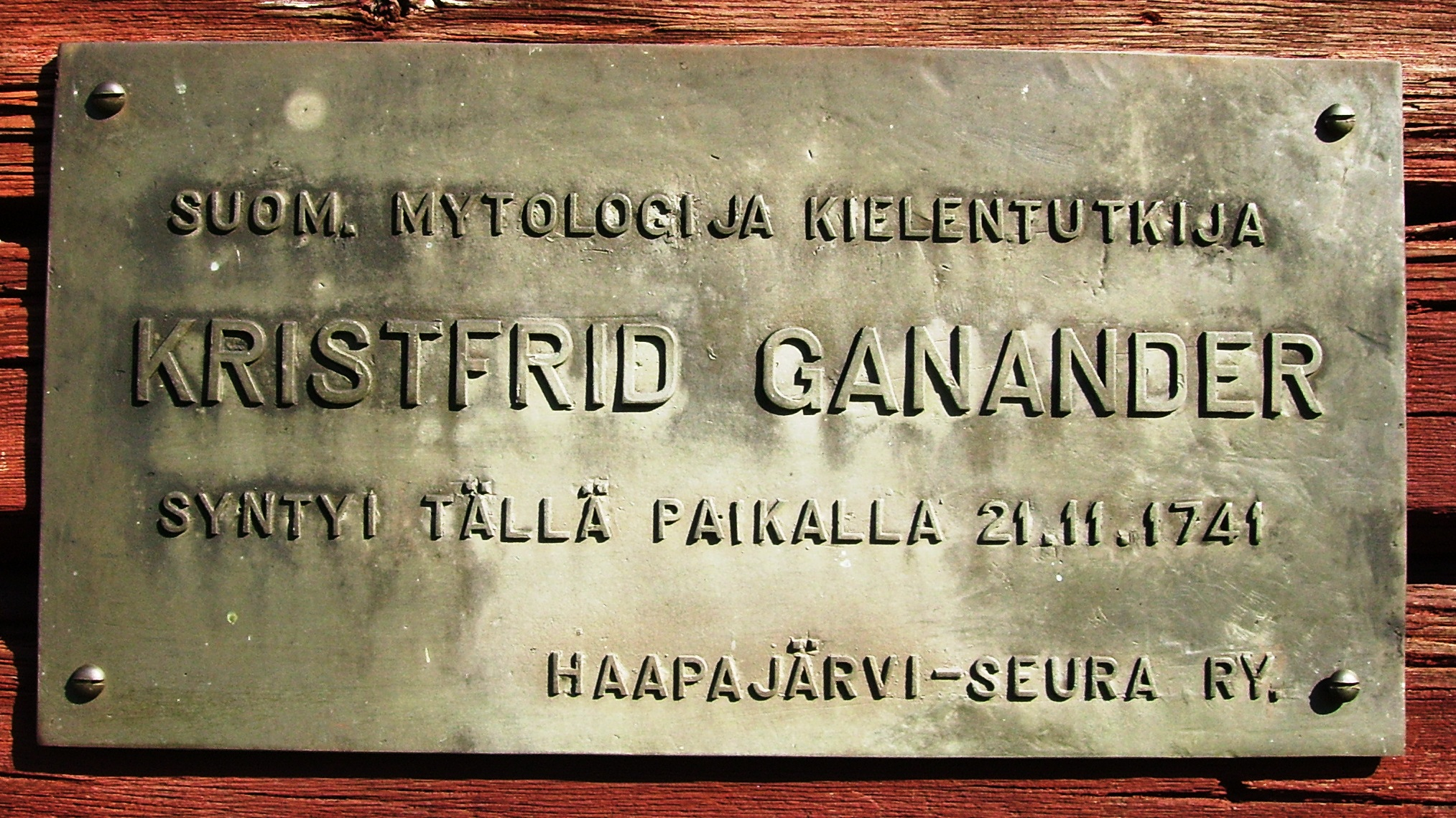
Gedenktafel in seiner Geburtsstadt

Christfried Ganander (auch Cristfried oder Kristfrid geschrieben; * 21. November 1741 in Haapajärvi; † 17. Februar 1790 in Rantsila) war ein finnischer Volkskundler und Philologe. Seine frühen Arbeiten zur finnischen Mythologie hatten bedeutenden Einfluss auf die späteren Bemühungen zur Sammlung der finnischen Volksdichtung.

## Ausbildung
Christfried Ganander (auch Christfried Ganander) wurde als Sohn des Kaplans Thomas Ganander († 1751) und seiner Frau Helena Hiden geboren. Christfried Ganander studierte Evangelische Theologie an der Akademie zu Turku. 1763 wurde er zum Geistlichen ordiniert. 1766 schloss er sein Studium mit dem Magistergrad ab. Nach dem Studium war er als Pfarrer in Sankt Petersburg, Vaasa und Laihia aktiv. Danach war er von 1775 bis zu seinem Tod als Kaplan in Rantsila tätig.

## Volkskundler
Ganander war ein vielseitiger Forscher und Publizist. Er war stark an Dokumenten zur Volkskultur interessiert und gilt als einer der aktivsten Folkloristen seiner Zeit. 1783 erschien seine Rätselsammlung Aenigmata Fennica. Suomalaiset Arwotuxet Wastausten kansa, in der er 337 finnische Volksrätsel aufführt. 1789 veröffentlichte er sein bekanntestes Werk, die Mythologia Fennica. Sie enthält eine Zusammenschau von Volkslyrik, Zaubersprüchen, alten Wissensquellen und schriftlichen Überlieferungen. Es ist eine der ersten Versuche, die finnische Mythologie systematisch darzustellen. Elias Lönnrot setzte später seine Arbeiten fort. Gananders Buch hatte großen Einfluss auf die Entstehung des finnischen Nationalepos, des Kalevala.

## Sprachwissenschaftler
Bemerkenswert ist auch Christfried Gananders finnisch-schwedisch-lateinisches Wörterbuch Nytt Finskt Lexicon, das etymologische Worterklärungen liefert. Es enthält etwa 30.000 Lemmata. Das Manuskript wurde 1787 fertiggestellt. Es erschien erst 1827 postum im Druck.

## Volksaufklärer
Daneben war Ganander als Volksaufklärer aktiv. Große Verbreitung erfuhr bis ins 19. Jahrhundert sein Werk zur Volksmedizin, Maan-Miehen Huone- ja Koti-Aptheeki sekä Eläinten (1784). 1780 erschien sein Werk über Ursprung, Sprache und Sitten der Roma. Für dieses Werk wurde ihm von der Königlich Schwedischen Gelehrsamkeits-, Geschichts- und Altertümer-Akademie in einem Wettbewerb die Silbermedaille verliehen.